# Équipe cycliste C&A
L'équipe cycliste C&A était une formation de cyclisme professionnel sur route créée en 1978 et disparue à la fin de la saison avec comme directeur sportif de l'équipe Rudi Altig et Jozef Huysmans et comme leader Eddy Merckx et Lucien Van Impe.

## Histoire de l'équipe
L'équipe cycliste C&A a été créée après la disparition de l'équipe cycliste Fiat France en 1977.
L'équipe a été constituée, en grande partie, avec les coureurs de l'ancienne équipe d'Eddy Merckx. Eddy Merckx se retirera de la compétition en mars 1978 mais l'équipe courra le Tour de France 1978 avant d'être dissoute à la fin de la saison.

## Composition de l'équipe
| Effectif 1978                       | Effectif 1978     | Effectif 1978 | Effectif 1978              |
| Cycliste                            | Date de naissance | Pays          | Équipe précédente          |
| ----------------------------------- | ----------------- | ------------- | -------------------------- |
| Joseph Bruyère                      | 5 octobre 1948    | Belgique      | Fiat France (1977)         |
| Étienne De Beule                    | 20 novembre 1953  | Belgique      | Fiat France (1977)         |
| Joseph Deschoenmaecker              | 2 octobre 1947    | Belgique      | Fiat France (1977)         |
| René Dillen                         | 18 juin 1951      | Belgique      |                            |
| Edward Janssens                     | 18 janvier 1946   | Belgique      | Fiat France (1977)         |
| Marcel Laurens                      | 21 juin 1952      | Belgique      | IJsboerke-Colnago (1977)   |
| Ludo Loos                           | 13 janvier 1955   | Belgique      | Ebo-Superia (1977)         |
| René Martens                        | 27 mai 1955       | Belgique      |                            |
| Jacques Martin                      | 16 avril 1952     | Belgique      | Fiat France (1977)         |
| Eddy Merckx (1 janv.–19 mars, note) | 17 juin 1945      | Belgique      | Fiat France (1977)         |
| Robert Mintkiewicz                  | 14 octobre 1947   | France        | Gitane-Campagnolo (1977)   |
| Walter Planckaert                   | 8 avril 1948      | Belgique      | Maes Pils-Mini Flat (1977) |
| Willy Planckaert                    | 5 avril 1944      | Belgique      | IJsboerke-Colnago (1976)   |
| Eddy Schepers                       | 12 décembre 1955  | Belgique      |                            |
| Guido Van Calster                   | 6 février 1956    | Belgique      |                            |
| Etienne Van der Helst               | 7 mai 1953        | Belgique      | Maes Pils-Mini Flat (1977) |
| Frank Van Impe                      | 11 juin 1955      | Belgique      |                            |
| Lucien Van Impe                     | 20 octobre 1946   | Belgique      | Lejeune-BP (1977)          |
|                                     |                   |               |                            |
| Source : Cycling Archives           |                   |               |                            |

note: Eddy Merckx, retraite sportive